# Luciana Serra
Luciana Serra (* 4. November 1946 in Genua) ist eine italienische Opernsängerin (Lyrischer und Koloratursopran).

## Leben
Serra feierte ihr internationales Debüt 1966 an der Ungarischen Staatsoper in Budapest. Doch verzeichnete sie erst in den 1970er Jahren durchschlagende Erfolge, als sie die Koloraturrollen in Gaetano Donizettis Lucia di Lammermoor und Vincenzo Bellinis La sonnambula übernahm.
Ihre Aufführungen von Gioacchino Rossinis Il barbiere di Siviglia (1987) und Donizettis Don Pasquale (1988) am Theatro di Regio in Turin werden selbst nach zwanzig Jahren noch aufgrund ihres klaren Vortrags als Gradmesser gerühmt.
Weltweit wird sie von der Fachwelt aufgrund ihrer künstlerischen Persönlichkeit und ihres flexiblen Repertoires geschätzt. Es beinhaltet sowohl ernste Rollen wie die Gilda in Verdis Rigoletto als auch komische wie die Rosina in Rossinis Il barbiere di Siviglia. Dabei interpretiert sie oft auch die klassischen Rollen von Donizetti, Bellini und Rossini.
Ihr Ruhm erreichte seinen Höhepunkt, als sie in den 1980er Jahren aus Mozarts  Zauberflöte die Königin der Nacht im Royal Opera House in London sang. Diese Partie übernahm sie ebenfalls in der Inszenierung der Wiener Staatsoper unter der Regie von Otto Schenk unter der Leitung von Nikolaus Harnoncourt sowie bei den Salzburger Festspielen im Mozartjahr 1991 unter der Leitung von Sir Georg Solti in einer Inszenierung von Johannes Schaaf.
Als Gesangslehrerin unterrichtet sie in der  Villa Medici in Rom und der Accademia La Scala der Mailänder Scala in Mailand. Mit ihren talentiertesten Schülern tritt sie gemeinsam auf, um deren Karrieren zu fördern.

## Auszeichnungen
- 2015: Premio del Belcanto Rodolfo Celletti, Festival della Valle d’Itria